# 埃彭貝格-韋施瑙

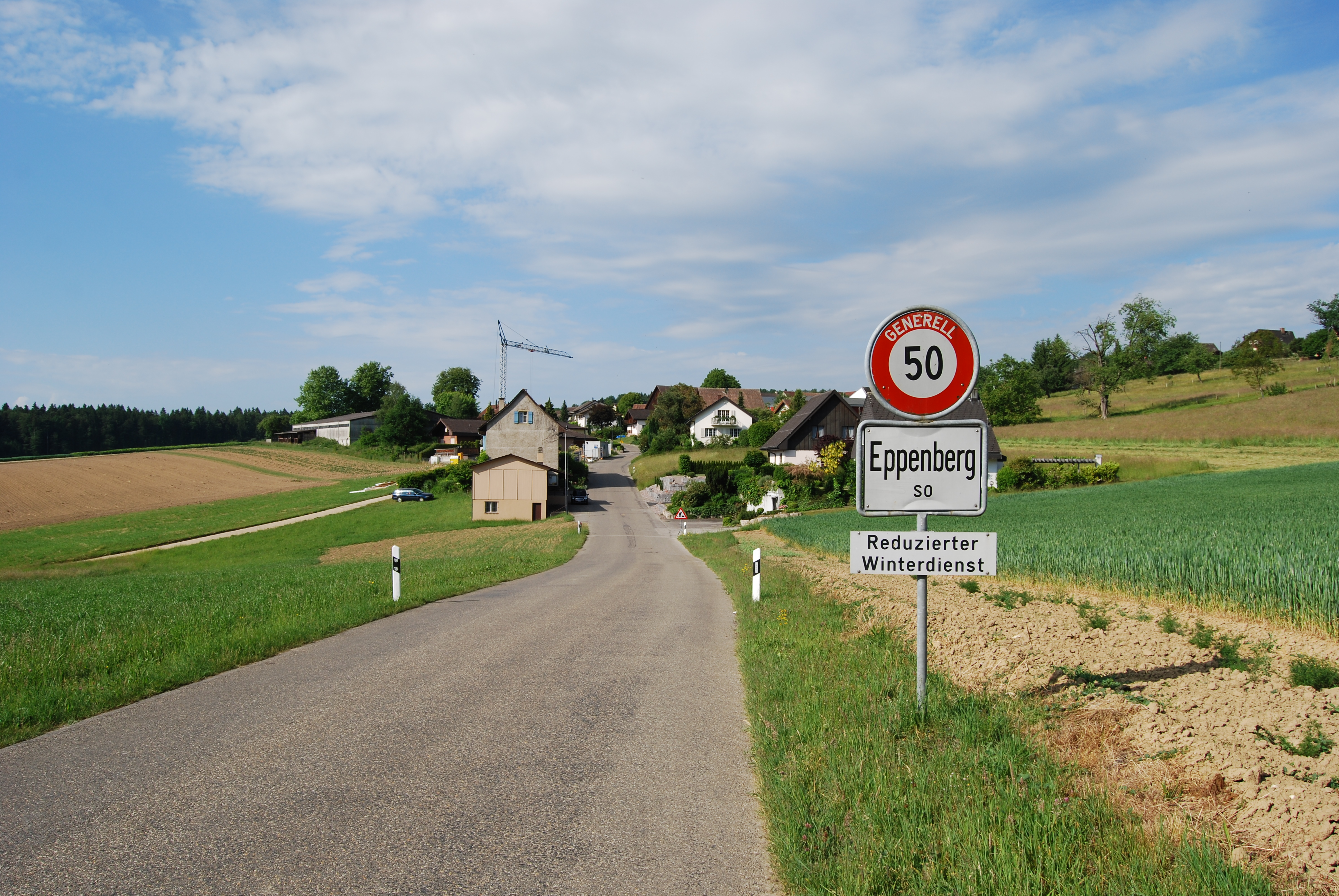

埃彭貝格-韋施瑙是瑞士的城鎮，位於該國北部，由索洛圖恩州負責管轄，面積1.81平方公里，海拔高度459米，2012年人口325，三成人口信奉羅馬天主教，人口密度每平方公里180人。